# 佐世保刑務所
佐世保刑務所（させぼけいむしょ）は、法務省矯正局の福岡矯正管区に属していた刑務所。
下部機関として平戸拘置支所を持っていたが、長崎刑務所（諫早市）に引き継がれた。
1970年12月に佐世保市稲荷町から浦川内町へ移転。その後、運用が続けられてきたが、施設の老朽化と収容者数の減少により、2019年3月末で廃庁となった。廃庁後は長崎刑務所の下部機関である佐世保拘置支所となった。

## 所在地
- 〒859-3225 長崎県佐世保市浦川内町1
  - JR佐世保線早岐駅から、西肥バス「広田三丁目経由重尾」行きに乗車し、「佐世保刑務所前」下車徒歩約1分

## 収容分類級
- JB級
- YB級
- B級

犯罪傾向の進んだ若年再犯者を収容していた。

## 収容定員
- 508人

## 組織
所長の下に2部1課を持つ2部制であった。
- 総務部（庶務課、会計課、用度課）
- 処遇部（処遇担当、企画担当）
- 医務課